# Eparchia perejasławska
Eparchia perejasławska – prawosławna administratura z siedzibą w Perejasławiu, istniejąca między XI stuleciem a 1279 i ponownie od 1698 do 1803.

## Historia
Według różnych źródeł została erygowana w 991, 992, na początku XI w., w 1054 lub 1071. Początkowo nosiła nazwę eparchia perejasławska. Eparchia obejmowała ziemie perejasławską, suzdalską i smoleńską. W 1089 w Perejasławiu wyświęcony został sobór św. Michała Archanioła, zbudowany na miejscu starszej cerkwi. W latach 1269–1279 eparchia działała pod nawą eparchia perejasławska i sarajska, po czym została zlikwidowana.
Samodzielną eparchię perejasławską restytuowano w 1733. Administratura działała do 1785. Następnie Perejasław stał się siedzibą jedynie wikariuszy eparchii kijowskiej. Po raz ostatni eparchia perejasławska funkcjonowała w latach 1799–1803, po czym została przyłączona do eparchii połtawskiej i perejasławskiej. Współcześnie (2013) w strukturach metropolii kijowskiej istnieje wikariat perejasławsko-chmielnicki.

## Biskupi perejasławscy[1]

### Patriarchat Konstantynopolitański
- Lew[3]
- Mikołaj I, 1054–1072
- Piotr, 1072–1082
- Mikołaj II, lata nieznane
- Efrem, 1089(?)–1100(?)
- Symeon I, 1104
- Łazarz, 1104–1117
- Sylwester, 1118–1123
- Mikołaj III, 1123
- Jan, 1123–1125
- Marek (Makary?), 1125–1134
- Marceli, 1134–1135
- Makary, 1135–1141
- Eutymiusz, 1141–1155
- Bazyli, 1156–1168
- Antoni, 1168–1197
- Paweł, 1198–1231
- Symeon II, 1239
- Teodor, 1239–1269
- Teognost, 1269–1279

### Rosyjski Kościół Prawosławny
- Cyryl (Szumlański), 1715–1726
- Arseniusz (Berło), 1733-1735 i ponownie 1736–1744
- Nikodem (Skrebnicki), 1745–1751
- Jan (Kozłowicz), 1753–1757
- Gerwazy (Lincewski), 1757–1769/1770
- Hiob (Bazylewicz), 1770–1776
- Hilarion (Kondratowski), 1776–1785
- Wiktor (Sadkowski), 1785–1793 – wikariusz metropolity kijowskiego kierujący strukturami prawosławnymi w Rzeczypospolitej